# CWA Ian Fleming Steel Dagger
Le prix CWA Ian Fleming Steel Dagger est un prix littéraire britannique décerné annuellement par la Crime Writers' Association (CWA) au meilleur roman issu des genres thriller, adventure ou espionnage publié au Royaume-Uni.

## Palmarès

### Années 2000

#### 2002
- Vainqueur : John Creed pour The Sirius Crossing
  - Tom Bradby (en) pour The Master of Rain
  - Lee Child pour Pas droit à l'erreur (Without Fail)
  - Robert Crais pour Otages de la peur (Hostage)
  - Leif Davidsen pour La Photo de Lime (Lime's Photograph)
  - Chris Humphreys pour The French Executioner
  - Stephen Leather pour Tango One

#### 2003
- Vainqueur : Dan Fesperman pour The Small Boat of Great Sorrows
  - Lee Child pour Ne pardonne jamais (Persuader)
  - R. J. Ellory pour Papillon de nuit (Candlemoth)
  - Lucretia Grindle (en) pour The Nightspinners
  - Robert Littell pour La Compagnie : le grand roman de la CIA (The Company)
  - Henry Porter pour Empire State (Empire State)
  - Gerald Seymour pour Traitor's Kiss

#### 2004
- Vainqueur : Jeffery Deaver pour Le Rectificateur (Garden of Beasts)
  - Dan Fesperman pour Le Fils du seigneur de la guerre (The Warlord's Son)
  - Joseph Finder pour Paranoïa (Paranoia)
  - Mo Hayder pour Tokyo (Tokyo)
  - Stephen Leather pour Hard Landing
  - Adrian McKinty pour À l'automne, je serai peut-être mort (Dead I Well May Be)
  - Daniel Silva pour Le Confesseur (The Confessor)

#### 2005
- Vainqueur : Henry Porter pour Brandebourg (Brandenburg)
  - G. M. Ford (en) pour Déclarée disparue (A Blind Eye)
  - Simon Kernick pour A Good Day to Die
  - Adrian Mathews pour The Apothecary's House
  - Kate Mosse pour Labyrinthe (Labyrinth)
  - Joel Ross pour Double Cross Blind
  - Daniel Silva pour A Death in Vienna

#### 2006
- Vainqueur : Nick Stone pour Tonton Clarinette (Mr Clarinet)
  - Michael Connelly pour La Défense Lincoln (The Lincoln Lawyer)
  - Jo-Ann Goodwin pour Sweethearts Club (Sweet Gum)
  - Mo Hayder pour Pig Island (Pig Island)
  - Daniel Silva pour L'Assassin anglais (The English Assassin)
  - Martyn Waites pour The Mercy Seat
  - David Wolstencroft (en) pour Contact Zero

#### 2007
- Vainqueur : Gillian Flynn pour Sur ma peau (Sharp Objects)
  - Alex Berenson pour L'Espion fidèle (The Faithful Spy)
  - Harlan Coben pour Dans les bois (The Woods)
  - R. J. Ellory pour City of Lies
  - Michael Marshall pour Les Intrus (The Intruders)
  - Michael Robotham pour La Clandestine (The Night Ferry)
  - Karin Slaughter pour Triptyque (Triptych)

#### 2008
- Vainqueur : Tom Rob Smith pour Enfant 44 (Child 44)
  - Mo Hayder pour Rituel (Ritual)
  - Gregg Hurwitz (en) pour Je te vois (I See You)
  - Michael Robotham pour Traquées (Shatter)
  - David Stone pour The Echelon Vendetta

#### 2009
- Vainqueur : John Hart pour L'Enfant perdu (The Last Child)
  - Michael Connelly pour Le Verdict du plomb (The Brass Verdict)
  - Gillian Flynn pour Les Lieux sombres (Dark Places)
  - Charlie Newton pour Calumet City (Calumet City)
  - Daniel Silva pour Moscow Rules
  - Olen Steinhauer pour Le Touriste (The Tourist)
  - Andrew Williams (en) pour The Interrogator

### Années 2010
| Sommaire : | - Haut - 2010 - 2011 - 2012 - 2013 - 2014 - 2015 - 2016 - 2017 - 2018 - 2019 |

#### 2010
- Vainqueur : Simon Conway pour A Loyal Spy
  - Scott Turow pour Innocent toujours (Innocent)
  - Henry Porter pour Lumière de fin (The Dying Light)
  - Don Winslow pour L'Heure des gentlemen (The Gentlemen’s Hour)
  - Lee Child pour 61 heures (61 Hours)
  - Mo Hayder pour Proies (Gone)
  - Mick Herron pour La Maison des tocards (Slow Horses)

#### 2011
- Vainqueur : Steve Hamilton pour The Lock Artist
  - Michael Gruber pour The Good Son
  - Craig Smith pour Cold Rain
  - S. J. Watson pour Avant d'aller dormir (Before I Go to Sleep)

#### 2012
- Vainqueur : Charles Cumming pour A Foreign Country
  - Megan Abbott pour Vilaines Filles (Dare Me)
  - Robert Harris pour L'Indice de la peur (The Fear Index)
  - Neal Stephenson pour Les Deux Mondes (Reamde)

#### 2013
- Vainqueur : Roger Hobbs (en) pour Ghostman (Ghostman)
  - Stuart Neville pour Ratlines (Ratlines)
  - Mark Oldfield pour The Sentinel
  - Robert Wilson pour Capital Punishment

#### 2014
- Vainqueur : Robert Harris pour D. (An Officer and a Spy)
  - Louise Doughty (en) pour Apple Tree Yard
  - Greg Iles pour Brasier noir (Natchez Burning)

#### 2015
- Vainqueur : Karin Slaughter pour Cop Town
  - Peter Swanson pour Parce qu'ils le méritaient (The Kind Worth Killing)
  - Malcolm Mackay pour The Night the Rich Men Burned
  - Patrick Hoffman pour The White Van
  - Mick Herron pour Nobody Walks
  - Paula Hawkins pour La Fille du train (The Girl on the Train)
  - Sam Hawken pour Missing

#### 2016
- Vainqueur : Don Winslow pour Cartel (The Cartel)
  - Lee Child pour Bienvenue à Mother's Rest (Make Me)
  - Adrian McKinty pour Rain Dogs
  - Mick Herron pour Real Tigers
  - Daniel Silva pour L'Espion anglais (The English Spy)

#### 2017
- Vainqueur : Mick Herron pour Spook Street
  - William Ryan pour The Constant Soldier
  - John Hart pour Redemption Road (Redemption Road)
  - J. S. Carol pour The Killing Game
  - Jules Grant pour We Go Around in the Night and Are Consumed by Fire
  - Megan Abbott pour Avant que tout se brise (You Will Know Me)

#### 2018
- Vainqueur : Attica Locke pour Bluebird, Bluebird (Bluebird, Bluebird)
  - Mick Herron pour London Rules
  - Emily Koch pour Il était une fois mon meurtre (If I Die Before I Wake)
  - Colette McBeth pour An Act of Silence
  - C. J. Tudor pour L'Homme craie (The Chalk Man)
  - Don Winslow pour Corruption (The Force)

#### 2019
- Vainqueur : Holly Watt pour To The Lions
  - Megan Abbott pour Give Me Your Hand
  - Dan Fesperman pour Safe Houses
  - Luke Jennings (en) pour Killing Eve: No Tomorrow
  - Stephen Mack Jones pour Lives Laid Away
  - Tim Willocks pour La Mort selon Turner (Memo From Turner)